# Avrămești
Avrămești é uma comuna romena localizada no distrito de Harghita, na região histórica da Transilvânia. A comuna possui uma área de 28.20 km² e sua população era de 2572 habitantes segundo o censo de 2007.